# Rhaphipodus
Rhaphipodus is een kevergeslacht uit de familie van de boktorren (Cerambycidae). De wetenschappelijke naam van het geslacht werd voor het eerst geldig gepubliceerd in 1832 door Audinet-Serville.

## Soorten
Rhaphipodus omvat de volgende soorten:
- Rhaphipodus andamanicus Gahan, 1894
- Rhaphipodus bonni (Nonfried, 1894)
- Rhaphipodus fatalis Lameere, 1912
- Rhaphipodus fontanieri Lameere, 1915
- Rhaphipodus fruehstorferi Lameere, 1903
- Rhaphipodus gahani Lameere, 1903
- Rhaphipodus manillae (Newman, 1842)
- Rhaphipodus sarasinorum Lameere, 1912
- Rhaphipodus subopacus Gahan, 1890
- Rhaphipodus suturalis Audinet-Serville, 1832
- Rhaphipodus taprobanicus Gahan, 1890
- Rhaphipodus wallacii Pascoe, 1869